# Kovács Éva (színművész)
Kovács Éva (Kolozsvár, 1946. április 10. –) erdélyi magyar színművésznő, rendező.

## Életpályája
A színházzal már kisgyermekként kapcsolatba került. Első színházi élménye John Steinbeck Egerek és emberek című darabja volt, amit nagymamájával tekintett meg. Kolozsváron számos lehetőség volt a különböző művészeti ágak megismerésére. Színes, gazdag és változatos a paletta, amiből választani lehetett. Opera, operett, balett és prózai előadások, koncertek és a bábszínház. Rendszeresen részt vettek ezeken az előadásokon, melyek korán hatással voltak rá. Színi tanulmányait 1967 és 1971 között végezte a marosvásárhelyi Szentgyörgyi István Színművészeti Intézetben. Tanárai Csorba András, Gergely Géza, Kovács György és Erdős Irma voltak. Tanulmányai végeztével a Szatmárnémeti Harag György Társulat színművésze lett, ahol 1971 és 2005 között több mint száz szerepet játszott.
1994-től a színház mellett művészi beszédet tanít a Szatmárnémeti Művészeti Iskolában. Tanítványai számtalan díjat, elismerést, dicséretet nyertek különböző hazai és nemzetközi vers- és prózamondó versenyeken. Sokan közülük elismert és megbecsült színművészei erdélyi és határon túli színházaknak. 2000-től színházi rendezőként is megismerhette a közönség. Egy bolgár–román koprodukció, a Dunai hajós című Verne-regényből készülő film női főszerepét kapta volna meg még főiskolás korában, de aztán különböző politikai és anyagi okok miatt a film sohasem készült el. Később Koltai Róbert Világszám című filmjében szerepelt.
Férje Szugyiczky István színművész, a Harag György Társulat Örökös Tagja. Két gyermekük van: István tervezőgrafikus, Zsombor jogász.

## Díjai
- Nádai István díj[2]
- Poór Lili-díj[3]
- Magyar Művészetért Díjrendszer Ex Libris-díja[4]
- 2011-ben a Harag György Társulat Örökös Tagjának választották.[5]

## Színpadi szerepek
A Színházi adattárban regisztrált bemutatóinak száma: 139.
| - Ibsen: Kísértetek....Álvingné - Tennessee Williams: Orpheusz alászáll....Dolly Hamma - Gárdonyi Géza: A lámpás....Rea - Gorkij: A nap fiai....Fima - Dürrenmatt: A Nagy Romulus....Fima - Radu Stanca: Donna Juanna.... Fiorella - Ibsen: Kísértetek....Álvingné - Pirandello: IV. Henrik....Frida - Katajev: A kör négyszögesítése....Vera - Stoiescu: Az utolsó vagány halála....Gina - Illés Endre: Aki szeretni gyáva....Morvay Andrea - Schönthál: A szabin nők elrablása....Etelka - Kruczkowski: A kormányzó halála....Zuzanna - Iacoban: Találkozás a motelben....Ileana - Móricz Zsigmond: Nem élhetek muzsikaszó nélkül....Mina - Molnár Ferenc: A testőr....Szobalány - Móricz Zsigmond: Légy jó mindhalálig....Gazdasszony, Viola - Jókai Mór: Aranyember....Athália - Karácsony Benő: Rút kiskacsa....Olga, A lány - Munteanu Francisc: Az aranydukát....Tizedes - Molière: Tartuffe....Marianna - Ioachim: Nem vagyunk angyalok....Ada - A. De Herz: Jó reggelt szerelem....Marosin kisasszony - Alexandru Kiriţescu: Szarkafészek....Fraulein - Molnár Ferenc: Egy, kettő, három....Petrovics kisasszony, Lind kisasszony - Paul Everac: Vesekő....Pica - Móricz Zsigmond: Sári bíró....Manci - Tauno Yliruusi: Börtönkarrier....Harri - Marcel Achard: A bolond lány....Dominique - Méhes György: Mi férfiak....Erika - Majakovszkij: Gőzfűrdő....Kérvényező - Gorkij: A nap fiai....Liza - Deák Tamás: Az estély....Magnolia - Gárdonyi Géza: Ida regénye....Fazekas - Benedek Elek: Többsincs királyfi....Szélike királykisasszony - Szigligeti Ede: Liliomfi....Erzsi - Fejes Endre - Presser Gábor: Jó estét nyár, jó estét szerelem....Veronika - Méhes György: Dupla kanyar....Viola - Örkény István: Macskajáték....Ilus - Ion Brad: Kihallgatás a konzulnál....Gyanúsított felesége - Méhes György: Egy roppant kényes ügy....Gizi - Hunyady Sándor: Havasi napsütés - Zágon István-Eisemann Mihály: Hyppolit a lakáj....Sneiderné, Aranka | - Fodor Sándor: Csipike és Tipetupa....Madár - Thomas Robert: A papagáj és a zsaru....Clara Rocher - Vaszary Gábor: Bubus....Olga - Molière: Úri divat....Szerény hölgy - Romhányi József: Hamupipőke....Aranyka - Zágon István-Eisemann Mihály: Fekete Péter....Mme. Lefebre - William Somerset Maugham: Imádok férjhezmenni....Mrs. Shuttleworth - Csukás István: Mesélj Münchausen....Fél-ló - Spiró György: Csirkefej....Előadónő - Pataki Éva: Edith és Marlene....Ápolónő - Örkény István: Tóték....Tótné - Szilágyi László–Zerkovitz Béla: Csókos asszony....Marcsa - Bulgakov: Kutyaszív....Beteg - Móricz Zsigmond: Rokonok....Kati - Tamási Áron: Csalóka szivárvány....Róza néni - Békeffi István-Eisemann Mihály: Egy csók és más semmi....Dühös nő - Szép Ernő: Vőlegény....Anya - August Strindberg: Ezüstlakodalom (Haláltánc)....Alice - Huszka Jenő: Lili bárónő....Krisztina - Lyman Frank Baum: Óz, a nagy varázsló....Emmi néni, Jó boszorkány - Molnár Ferenc: Üvegcipő....Adél anyja - William Shakespeare: Lear Király....Goneril - William Shakespeare: Szentivánéji álom....Pókháló, Tündér - Molnár Ferenc: Doktor úr....Marosiné - Páskándi Géza: László, Szent Király....Teofánia - Karácsony Benő: Rút kiskacsa....Molett hölgy - Móricz Zsigmond: Búzakalász....Hurkásné - Rideg Sándor: Indul a bakterház....Anya - Robert Thomas: 8 Nő....Gaby - Weöres Sándor: PSYCHÉ (Rendező: KOVÁCS ÉVA) - Valentyin Katajev: A kör négyszögesítése....Vera Snobko - Georges Feydeau: Bolha a fülbe ....Olimpe Ferreillon - Tasnádi István: Finito avagy a zombi ......Blondin anyósa - Fazekas Mihály – Móricz Zsigmond – Bessenyei István: Ludas Matyi Szatmárban.....Szakácsné - Eisemann Mihály – Somogyi Gyula – Zágon István: Fekete Péter....Mm. Lefebre - Eisemann Mihály – Szilágyi László: Én és a kisöcsém .....Kelemenné - Fazekas Bertalanné – Buzogány Béla: Csalafinta hozomány ......Ica - Páskándi Géza: „...Szavak szeretőjének szült anyánk...” .....előadó - Werner Schwab: Elnöknők .....Erna |

## Pódiumestek
- Tíz ballada (Arany János-balladaest, rendezte Parászka Miklós) 1982
- Örök strófák (világirodalmi összeállítás, rendezte Soós Angéla) 1986
- Évszakok (világirodalmi összeállítás, rendezte Soós Angéla) 1987
- Népem, te szent... (Dsida-emlékest, rendezte Tóth Pál Miklós) 1992
- Győzhetetlen én kőszálom (rendezte Tóth Pál Miklós) 1993
- Egy percre nálam van a szeretet (Márai Sándor-est, rendezte Szugyiczky István) 2002
- Az isten óriás ködtenyerében (Kaffka Margit-est, rendezte Szugyiczky István)
- Lelkemben tiszta ég ragyog (Wass Albert-est, rendezte Szugyiczky István) 2003
- Mit is akartam (Reményik Sándor-est, rendezte Szugyiczky István) 2010
- Hazámban száműzötten (Radnóti Miklós-est, rendezte Szugyiczky István) 2009
- És elmúlok én ki megtörténtem (Márai Sándor naplóiból, rendezte Szugyiczky István) 2009
- Szavak szeretőjének szült anyánk (Páskándi Géza-est, rendezte Szugyiczky István) 2009
- „..Nyílt sebe vagyok a szíven szúrt világnak” (Dsida Jenő-est, rendezte Szugyiczky István) 2012
- „...Én fáradt vagyok Európától...” (Márai-est, rendezte Szugyiczky István) (szereplő) 2018/2019
- Önarcképek ujjlenyomatból (Páskándi Géza, rendezte Szugyiczky István) (szereplő) 2019/2020
- Radnóti Miklós: „..Dögölj meg, dögölj meg hát világ…” (rendező) 2020/2021
- „ ...A téboly zöld-vér útján..." (rendezte Szugyiczky István) (szereplő) 2019/2020

## Rendezések
- Karácsonyi történet (2000)
- Karácsonyi üzenet (2002)
- Medáliák – melódiák (2005)
- Lant és lyra (vers és zene)
- Anyák napján (zenés-verses összeállítás)
- Májusköszöntő
- Weöres Sándor: Psyché (szerkesztés és rendezés)

## Film
- Világszám....Színésznő (2004)

## Díjak
- Nádai István-emlékplakett (1998)
- Poór Lili-díj (2009), az EMKE (Erdélyi Magyar Közművelődési Egyesület) díja
- Különdíj: Pécs, Versszínház-fesztivál (Psyché)
- Magyar Művészetért - Ex Libris Díj 2016